# Беркарар
Беркарар (туркм. Berkarar) — посёлок городского типа в Байрамалинском этрапе Марыйского велаята, Туркменистан. Посёлок расположен при железнодорожной станции Чагыджы (на линии Мары — Туркменабат).
Статус посёлка городского типа с 1947 года. До 2016 года носил название Равнина.

## История
В советское время в посёлке действовал каракулеводческий совхоз «Равнина» Байрам-Алийского района, который был известен высокими трудовыми результатами в овцеводстве и занимал в СССР передовые позиции про производству каракуля. В совхозе трудились Герои Социалистического Труда директор Павел Иванович Жданович, зоотехник Семён Борисович Браславский, управляющий второй фермой Беки Мамедтачев, управляющий третьей фермой Нурберген Карабашев и чабаны Ораз Бабаев, Чары Бабаев, Кенес Биркулаков, Мамед Валиев, Усербай Кульбатыров.

## Население
| 1959 | 1970 | 1979 | 1989 |
| ---- | ---- | ---- | ---- |
| 1957 | 1749 | 1674 | 1610 |